# NHL Awards 1998
Die NHL Awards 1998 sind Eishockey-Ehrungen und wurden im Juni 1998 vergeben.
Dominik Hašek schrieb in dieser Saison NHL-Geschichte, als er als erster Torhüter zum zweiten Mal in Folge als wertvollster und auch als bester Spieler der Liga ausgezeichnet wurde. Hinzu kam die vierte Auszeichnung als bester Torhüter. Zum zweiten Mal wurden Jaromír Jágr als bester Scorer und Ron Francis als fairster Spieler geehrt. Sergei Samsonow erhielt den Preis als bester Neuprofi der vergangenen NHL-Saison.

## Preisträger
Hart Memorial Trophy
Wird verliehen an den wertvollsten Spieler (MVP) der Saison durch die Professional Hockey Writers' Association
- Dominik Hašek (G) – Buffalo Sabres

- Außerdem nominiert
- Jaromír Jágr (RF) – Pittsburgh Penguins
- Teemu Selänne (RF) – Mighty Ducks of Anaheim

Lester B. Pearson Award
Wird verliehen an den herausragenden Spieler der Saison durch die Spielergewerkschaft NHLPA
- Dominik Hašek (G) – Buffalo Sabres

Vezina Trophy
Wird an den herausragenden Torhüter der Saison durch die Generalmanager der Teams verliehen
- Dominik Hašek – Buffalo Sabres

- Außerdem nominiert
- Tom Barrasso – Pittsburgh Penguins
- Martin Brodeur – New Jersey Devils

James Norris Memorial Trophy
Wird durch die Professional Hockey Writers' Association an den Verteidiger verliehen, der in der Saison auf dieser Position die größten Allround-Fähigkeiten zeigte
- Rob Blake – Los Angeles Kings

- Außerdem nominiert
- Nicklas Lidström – Detroit Red Wings
- Chris Pronger – St. Louis Blues

Frank J. Selke Trophy
Wird an den Angreifer mit den besten Defensivqualitäten durch die Professional Hockey Writers' Association verliehen
- Jere Lehtinen – Dallas Stars

- Außerdem nominiert
- Craig Conroy – St. Louis Blues
- Michael Peca – Buffalo Sabres

Calder Memorial Trophy
Wird durch die Professional Hockey Writers' Association an den Spieler verliehen, der in seinem ersten Jahr als der Fähigste gilt
- Sergei Samsonow (LF) – Boston Bruins

- Außerdem nominiert
- Patrik Eliáš (C) – New Jersey Devils
- Mattias Öhlund (V) – Vancouver Canucks

Lady Byng Memorial Trophy
Wird durch die  Professional Hockey Writers' Association an den Spieler verliehen, der durch einen hohen sportlichen Standard und faires Verhalten herausragte
- Ron Francis (C) – Pittsburgh Penguins

- Außerdem nominiert
- Teemu Selänne (RF) – Mighty Ducks of Anaheim
- Wayne Gretzky (C) – New York Rangers

Jack Adams Award
Wird durch die NHL Broadcasters' Association an den Trainer verliehen, der am meisten zum Erfolg seines Teams beitrug
- Pat Burns – Boston Bruins

- Außerdem nominiert
- Ken Hitchcock – Dallas Stars
- Larry Robinson – Los Angeles Kings

King Clancy Memorial Trophy
Wird an den Spieler vergeben, der durch Führungsqualitäten, sowohl auf als auch abseits des Eises und durch soziales Engagement herausragte
- Kelly Chase – St. Louis Blues

Bill Masterton Memorial Trophy
Wird durch die Professional Hockey Writers' Association an den Spieler verliehen, der Ausdauer, Hingabe und Fairness in und um das Eishockey zeigte
- Jamie McLennan – St. Louis Blues

Conn Smythe Trophy
Wird an den wertvollsten Spieler (MVP) der Play Offs verliehen
- Steve Yzerman (C) – Detroit Red Wings

Art Ross Trophy
Wird an den besten Scorer der Saison verliehen
- Jaromír Jágr – Pittsburgh Penguins 102 Punkte (35 Tore, 67 Vorlagen)

William M. Jennings Trophy
Wird an den/die Torhüter mit mindestens 25 Einsätzen verliehen, dessen/deren Team die wenigsten Gegentore in der Saison kassiert hat
- Martin Brodeur – New Jersey Devils 130 Gegentore in 70 Spielen (Gegentordurchschnitt: 1.89)

NHL Plus/Minus Award
Wird an den Spieler verliehen, der während der Saison die beste Plus/Minus-Statistik hat
- Chris Pronger – St. Louis Blues +47